# アッティカス・シェイファー
アッティカス・シェイファー（Atticus Shaffer、1998年6月19日 - ）は、アメリカ合衆国の俳優。カリフォルニア州サンタクラリタ出身。

## 出演作品
- フランケンウィニー（エドガー）
- ザ・ミドル 中流家族のフツーの幸せ シーズン3（ブリック・ヘック）
- ザ・ミドル 中流家族のフツーの幸せ シーズン2（ブリック・ヘック）
- ザ・ミドル 中流家族のフツーの幸せ シーズン1（ブリック・ヘック）
- アンボーン
- ハンコック
- スイチュー! フレンズ